# Call
Ett call är den engelska beteckningen för en dansrörelse som dansarna ska utföra i squaredans. Varje rörelse, tur, figur och formation har sin speciella beteckning och callern ropar ut dessa till musik enligt en koreografi som han hittar på spontant eller har tänkt ut i förväg. Dansarna lär sig callen i grupper som bildar de olika dansnivåerna enligt vilka squaredans dansas i hela världen. Den första nivån, Basic, innehåller ca 50 call. Dansarna kan sedan fortsätta med nästa nivå, Mainstream, som innehåller ca 17 call. Antalet call på nivåerna varierar, eftersom reglerna är föremål för en ständigt pågående omprövningsprocess. På Mainstream följer Plus, sedan A1 och A2 (Advanced), efter dessa följer C-nivåerna (Challenge). Antalet call som dansarna förväntas kunna utföra på dessa nivåer blir mycket stort, dessutom krävs att alla ska kunna utföra turerna ifrån både herr- som damposition. Många dansare väljer att stanna på en nivå och att inte gå vidare till nästa. För de högre nivåerna finns speciella dansföreningar.